# Starše
Starše (in tedesco Altendorf in Steiermark) è un comune di 4 098 abitanti della Slovenia nord-orientale. 
Durante il dominio asburgico fu comune autonomo

## Località
Il comune di Starše è diviso in 8 insediamenti (naselja):
| - Brunšvik - Loka - Marjeta na Dravskem polju - Prepolje | - Košnja - Starše - Terniče - Zlatoličje |